# 2018년 10월
| 2018년: 1월 · 2월 · 3월 · 4월 · 5월 · 6월 · 7월 · 8월 · 9월 · 10월 · 11월 · 12월 |

| \| 2018년 10월 1일 (월요일) \| \| 편집 \| |  |      |
| 건강과 의학 - 노벨상 수상자 목록: 제임스 P. 앨리슨과 혼조 다스쿠가 면역항암요법에 대한 연구 공로로 2018년 노벨 생리학·의학상 공동 수상자에 선정되었다. 군사 - 9월 평양공동선언과 함께 체결된 군사분야 합의서의 실질적 이행을 위한 첫 조치중에 DMZ 내 지뢰 제거가 시작되었다. |  |      |
| 2018년 10월 1일 (월요일) |  | 편집 |

| 2018년 10월 1일 (월요일) |  | 편집 |

| \| 2018년 10월 2일 (화요일) \| \| 편집 \| |  |      |
| 과학과 기술 - 노벨상 수상자 목록: 아서 애슈킨, 제라드 무루, 도나 스트릭랜드 3인이 2018년 노벨 물리학상 수상자로 선정되었다. 사건 - 영국 런던서 열린 홍콩 민주화 토론회를 취재하던 중국의 관영 CCTV 여기자가 폭행 혐의로 체포되었다. - 프랑스에서 수사 당국은 테러단체본부 와 그 지도자들의 집을 기습하였다. 자산은 동결되고 나머지 3명은 수감되었다. 정치 - 비인가 행정정보 무단유출 논란을 두고 자유한국당 심재철 의원과 김동연 경제부총리 겸 기획재정부 장관이 국회 대정부질문에서 정면충돌했다. |  |      |
| 2018년 10월 2일 (화요일) |  | 편집 |

| 2018년 10월 2일 (화요일) |  | 편집 |

| \| 2018년 10월 3일 (수요일) \| \| 편집 \| |  |      |
| 과학과 기술 - 노벨상 수상자 목록: 프랜시스 아널드, 조지 P. 스미스, 그레고리 윈터 3인이 2018년 노벨 화학상 수상자로 선정되었다. 사건 - 사진 공유 앱 인스타그램이 영국 런던, 미국 샌프란시스코, 싱가포르, 대한민국 등을 포함한 여러 도시의 일부 이용자들에게 접속이 안 되는 오류가 발생했다. - 서울동부지방검찰청 부장검사가 도봉산 암벽 등반 중 추락해 숨지는 사건이 발생하였다. |  |      |
| 2018년 10월 3일 (수요일) |  | 편집 |

| 2018년 10월 3일 (수요일) |  | 편집 |

| \| 2018년 10월 4일 (목요일) \| \| 편집 \| |  |      |
| 사건 - 대한민국 서울 지하철 3호선 안국역에서 결핵 환자가 타고 있다는 신고가 접수돼 승객들이 출근길 열차에서 하차하는 소동이 벌어졌다. 현장에 출동한 소방대원이 검사한 결과 실제 활동성 결핵 환자인 것으로 확인되었다. 재해 - 2018년 술라웨시 지진: 술라웨시섬 팔루 지역에서 실종됐던 대한민국 국적 교민 1명이 시신으로 발견됐다고 외교부가 밝혔다. |  |      |
| 2018년 10월 4일 (목요일) |  | 편집 |

| 2018년 10월 4일 (목요일) |  | 편집 |

| \| 2018년 10월 5일 (금요일) \| \| 편집 \| |  |      |
| 국제 관계 - 노벨상 수상자 목록: 노벨 평화상 수상자로 콩고민주공화국의 성폭력 피해 여성을 도운 의사 드니 무퀘게와 IS의 성폭력 만행을 고발한 여성 운동가 나디아 무라드가 선정되었다. |  |      |
| 2018년 10월 5일 (금요일) |  | 편집 |

| 2018년 10월 5일 (금요일) |  | 편집 |

| \| 2018년 10월 6일 (토요일) \| \| 편집 \| |  |      |
| 법과 범죄 - 도널드 트럼프 미국 대통령이 지명한 브렛 캐버노가 미국 상원의 인준 표결을 통과하여 앤서니 케네디 대법관을 잇는 차기 미국 연방 대법관으로 임명되었다. 스포츠 - 제3회 장애인 아시안 게임이 인도네시아 자카르타에서 개최되었다. |  |      |
| 2018년 10월 6일 (토요일) |  | 편집 |

| 2018년 10월 6일 (토요일) |  | 편집 |

| \| 2018년 10월 7일 (일요일) \| \| 편집 \| |  |      |
| 정치와 선거 - 2018년 브라질 대통령 선거: 브라질에서 대통령을 선출하기 위한 선거가 실시되었다. 사회자유당(PSL) 자이르 보우소나루 후보가 46.03%의 득표율로 1위, 노동자당(PT) 페르난두 아다지 후보가 득표율 29.28%로 2위를 기록하였다. 과반을 득표한 후보가 없어, 1위와 2위 후보를 대상으로 오는 10월 28일 2차 투표(결선 투표)를 치르게 된다. 사건 - 고양 저유소 휘발유 탱크 폭발 사고: 오전 11시에 대한민국 경기도 고양시 덕양구 화전동에 위치한 대한송유관공사 경인지사 고양저유소의 휘발유 탱크에서 유증기 폭발로 대형화재가 발생하였다. |  |      |
| 2018년 10월 7일 (일요일) |  | 편집 |

| 2018년 10월 7일 (일요일) |  | 편집 |

| \| 2018년 10월 8일 (월요일) \| \| 편집 \| |  |      |
| 법과 범죄 - 대한민국 경찰은 고양 저유소 유증기 폭발 사고와 관련, 실화 혐의로 스리랑카인을 긴급 체포하여 조사 중이다. 국제 관계 - 노벨상 수상자 목록: 노벨 경제학상 수상자로 기후변화와 지속가능한 경제성장을 연구한 윌리엄 노드하우스와 폴 로머가 선정되었다. |  |      |
| 2018년 10월 8일 (월요일) |  | 편집 |

| 2018년 10월 8일 (월요일) |  | 편집 |

| \| 2018년 10월 9일 (화요일) \| \| 편집 \| |  |      |
|                                           |  |      |
| 2018년 10월 9일 (화요일)                  |  | 편집 |

| 2018년 10월 9일 (화요일) |  | 편집 |

| \| 2018년 10월 10일 (수요일) \| \| 편집 \| |  |      |
|                                            |  |      |
| 2018년 10월 10일 (수요일)                  |  | 편집 |

| 2018년 10월 10일 (수요일) |  | 편집 |

| \| 2018년 10월 11일 (목요일) \| \| 편집 \| |  |      |
| 과학과 기술 - 서울특별시 강서구 마곡동의 서울식물원이 임시 개장하였다. 사고 - 카자흐스탄 바이코누르 우주기지에서 오전 러시아 소유스 유인 우주선을 발사하는 과정에서 로켓 발사체 엔진 고장으로 우주선이 추락하는 사고가 발생하였다. 우주선에 탑승했던 러시아와 미국 우주인 2명은 비상착륙을 시도해 생존한 것으로 전해졌다. |  |      |
| 2018년 10월 11일 (목요일) |  | 편집 |

| 2018년 10월 11일 (목요일) |  | 편집 |

| \| 2018년 10월 12일 (금요일) \| \| 편집 \| |  |      |
| 국제 관계 - 터키 법원이 앤드루 브런슨(Andrew Brunson) 목사에 대하여 석방을 명령하였다. 지난 2016년 10월 투옥된 브런슨 목사 억류와 관련하여 터키와 미국의 관계가 악화되었으며, 2018년 8월에는 이에 대한 경제 제재가 발표되면서 튀르키예의 리라화 가치가 폭락한 바 있다. 문화와 예술 - 영국의 공주 요크 공녀 유제니가 윈저성 세인트 조지 예배당(St George's Chapel)에서 결혼식을 올렸다. 사고 - 네팔 다울라기리산 구르자히말 등반 중이던 실종된 김창호 대장과 임일진 다큐멘터리 감독, 한국인 4명이 베이스 캠프를 덮친 산사태와 눈폭풍으로 인한 사고로 사망했다. |  |      |
| 2018년 10월 12일 (금요일) |  | 편집 |

| 2018년 10월 12일 (금요일) |  | 편집 |

| \| 2018년 10월 13일 (토요일) \| \| 편집 \| |  |      |
| 법과 범죄 - 대한민국 경찰이 서울특별시의 동덕여자대학교 화장실과 강의실, 여러 공공장소 등에서 자신의 나체를 촬영하여 SNS에 공연히 유포한 남성을 조사 중이다. |  |      |
| 2018년 10월 13일 (토요일) |  | 편집 |

| 2018년 10월 13일 (토요일) |  | 편집 |

| \| 2018년 10월 14일 (일요일) \| \| 편집 \| |  |      |
| 국제관계 - 히말라야를 등반하다 숨진 한국인 원정대 시신을 수습하기 위한 대한민국 외교부 수습팀이 오전에 사고 현장으로 출발하였다. 재해 - 대한민국 인천광역시 옹진군 백령도 남쪽 52km 해역에서 규모 2.4의 지진이 발생하였다. 법과 범죄 - 대한민국 서울특별시 강서구 내발산동에서 PC방 살인 사건이 발생하였다. |  |      |
| 2018년 10월 14일 (일요일) |  | 편집 |

| 2018년 10월 14일 (일요일) |  | 편집 |

| \| 2018년 10월 15일 (월요일) \| \| 편집 \| |  |      |
| 경제 - 미국의 유통 업체 시어스(Sears)가 뉴욕 파산법원에 연방파산법 11조에 따른 파산 보호를 신청하였다. 신청서에 기재된 시어스의 부채는 약 113억 달러(한화 약 12조 8,176억 원) 규모인 것으로 알려졌다. 과학 기술 - 미국의 기업인 폴 앨런이 65세를 일기로 숨졌다. 앨런은 지난 1975년, 빌 게이츠와 함께 마이크로소프트를 공동 창립한 바 있다. 국제관계 - 필리핀 보라카이섬이 시범운영을 위해 부분적으로 개방되었다. 25일까지 자국인에게만 보라카이섬 관광을 허용하면서 보완해야 할 점 등을 최종 점검하고 26일부터 외국인 관광객을 맞이할 예정이다. - 대한민국 외교부와 대한민국 문화체육관광부가 새 전자여권 시안을 공개했다. |  |      |
| 2018년 10월 15일 (월요일) |  | 편집 |

| 2018년 10월 15일 (월요일) |  | 편집 |

| \| 2018년 10월 16일 (화요일) \| \| 편집 \|                                                                                             |  |      |
| 사건사고 - 경기도 김포시의 한 어린이집의 보육교사가 ‘맘카페’ 회원들의 근거 없는 비난에 10월 13일 자살한 사건이 보도를 통하여 알려졌다. |  |      |
| 2018년 10월 16일 (화요일) |  | 편집 |

| 2018년 10월 16일 (화요일) |  | 편집 |

| \| 2018년 10월 17일 (수요일) \| \| 편집 \| |  |      |
| 과학과 기술 - 유럽 남방 천문대(ESO)가 올가 쿠치아티(Olga Cucciati) 박사를 주축으로 하는 국제 천문학 연구팀이 칠레에 있는 VLT 망원경의 ‘가시광선 다천체분광기’(Visible Multi Object Spectrograph, VIMOS)를 이용, 초기 우주의 초은하단 히페리온(Hyperion proto-supercluster)을 발견했다고 밝혔다. 히페리온은 약 110억 광년 거리에 있으며, 질량은 태양의 약 1,000조 배인 것으로 알려졌다. 사고와 재해 - 세계 최대의 동영상 사이트 유튜브 사이트가 오전에 갑자기 먹통이 되는 사건이 발생하였다. - 네팔 히말라야 등반 도중 숨진 김창호 대장과 유영직(장비 담당), 이재훈(식량·의료 담당), 임일진(다큐멘터리 영화 감독), 정준모(한국산악회 이사) 등 5명의 사망자 시신을 실은 항공편이 인천국제공항에 도착하였다. - 대한민국 충청남도 논산시 동쪽 18km 지역에서 규모 2.0 지진이 발생하였다. |  |      |
| 2018년 10월 17일 (수요일) |  | 편집 |

| 2018년 10월 17일 (수요일) |  | 편집 |

| \| 2018년 10월 18일 (목요일) \| \| 편집 \| |  |      |
| 국제 관계 - 벨기에 브뤼셀에서 2018년 아시아 유럽 정상회의가 18일, 19일 이틀 동안 진행된다. 무력 충돌과 공격 - 아프가니스탄 칸다하르주 주지사 공관에서 열린 회의 석상에서 총격 사건이 발생하였다. 총격으로 압둘 라지크 경찰청장 등 고위인사 2명이 숨졌다. 회의에 참석한 오스틴 스콧 밀러(Austin S. Miller) 주(駐) 아프가니스탄 미군 사령관이 주 표적이었으나, 무사한 것으로 알려졌다. 재해 - 미국 텍사스주에서 홍수가 발생, 최소 2명이 숨졌으며, 수십 채의 가옥이 피해를 입었다. |  |      |
| 2018년 10월 18일 (목요일) |  | 편집 |

| 2018년 10월 18일 (목요일) |  | 편집 |

| \| 2018년 10월 19일 (금요일) \| \| 편집 \| |  |      |
| 사고와 재해 - 네팔 히말라야 등반 도중 숨진 김창호 대장과 유영직(장비 담당), 이재훈(식량·의료 담당), 임일진(다큐멘터리 영화 감독), 정준모(한국산악회 이사) 등 5명의 합동영결식이 열렸다. |  |      |
| 2018년 10월 19일 (금요일) |  | 편집 |

| 2018년 10월 19일 (금요일) |  | 편집 |

| \| 2018년 10월 20일 (토요일) \| \| 편집 \| |  |      |
| 과학기술 - ESA과 JAXA가 공동 추진하는 행성 탐사 프로젝트 베피콜롬보에 의해 제작된 탐사기 미오(みお)와 MPO(Mercury Planetary Orbiter)를 탑재한 아리안 5 운반로켓이 남미 프랑스령 기아나 쿠루 우주기지에서 01시 45분(UTC) 발사되었다. |  |      |
| 2018년 10월 20일 (토요일) |  | 편집 |

| 2018년 10월 20일 (토요일) |  | 편집 |

| \| 2018년 10월 21일 (일요일) \| \| 편집 \| |  |      |
| 법과 범죄 - 대한민국 음주운전 처벌을 강화해 달라는 청와대 국민청원에 20만 명 이상 동참했다. 박상기 법무부 장관은 상습 음주운전 사범과 사망, 중상해 교통사고를 야기한 음주운전자는 구속영장을 청구하고 양형 기준 내에서 최고형을 구형하라고 검찰에 지시하였다. - 이재명 경기도지사의 이메일 계정이 해킹당한 것으로 알려져 경찰이 수사에 들어갔다. 사고 - 2018년 이란현 열차 탈선 사고: 중화민국 타이베이시 인근에서 열차 한 대가 탈선하면서 최소 18명이 사망하고 171명이 부상당한 사고가 발생하였다. 정치와 선거 - 2018년 폴란드 지방선거: 폴란드에서 지방선거가 실시되었다. |  |      |
| 2018년 10월 21일 (일요일) |  | 편집 |

| 2018년 10월 21일 (일요일) |  | 편집 |

| \| 2018년 10월 22일 (월요일) \| \| 편집 \| |  |      |
| 사건사고 - 2018년 대종상영화제에서 신인 감독상을 비롯해, 남우주연상, 여우주연상, 여우조연상, 조명상, 음악상, 편집상, 촬영상 등 다수의 수상자가 시상식에 불참해 관계자가 대리수상하는 모습이 연출되었다. 법과 범죄 - 대한민국 서울특별시 강서구 등촌동에서 아파트 전처 살인 사건이 발생하였다. |  |      |
| 2018년 10월 22일 (월요일) |  | 편집 |

| 2018년 10월 22일 (월요일) |  | 편집 |

| \| 2018년 10월 23일 (화요일) \| \| 편집 \| |  |      |
| 스포츠 - 2018년 월드 시리즈: 보스턴 레드삭스와 로스앤젤레스 다저스의 첫 경기가 보스턴 레스삭스의 홈구장 펜웨이 파크에서 열린다. 재해 - 중화민국 화롄시 동쪽 111km 해역에서 규모 6.0 지진이 발생하였다. 사건사고 - 대한민국 충청남도 홍성군 갈산면 서해안고속도로 목포 방향 226㎞ 지점에서 승용차와 화물차 등 차량 4대가 추돌하였다. 이 사고로 승용차에 타고 있던 1명이 사망하고 7명이 부상당했다. - 목포 초등학생 의식불명 사건: 대한민국 전라남도 목포시 서해초등학교에서 한 아이가 동급생에게 폭행을 당하여 의식 불명 상태가 되는 사건이 발생하였다. |  |      |
| 2018년 10월 23일 (화요일) |  | 편집 |

| 2018년 10월 23일 (화요일) |  | 편집 |

| \| 2018년 10월 24일 (수요일) \| \| 편집 \| |  |      |
| 법과 범죄 - 서울중앙지방법원은 강용석 변호사의 '김미나 불륜 스캔들' 관련 사문서 위조 혐의 선고 공판에서 징역 1년을 선고하고 법정구속했다. 강용석은 최종심에서 금고 이상 형이 확정될 경우 변호사법에 따라 변호사직을 상실한다. 스포츠 - 2018년 월드 시리즈: 보스턴 레드삭스와 로스앤젤레스 다저스의 두 번째 경기가 보스턴 레스삭스의 홈구장 펜웨이 파크에서 열렸다. 경기 결과 보스턴 레드삭스가 8:4로 승리하였다. 재해 - 제26호 태풍 위투(YUTU)의 영향으로 사이판섬의 공항이 폐쇄되었다. |  |      |
| 2018년 10월 24일 (수요일) |  | 편집 |

| 2018년 10월 24일 (수요일) |  | 편집 |

| \| 2018년 10월 25일 (목요일) \| \| 편집 \| |  |      |
| 국제 관계 - 나렌드라 모디 인도 총리가 민주주의를 발전시킨 공로로 14회 서울평화상 수상자로 선정되었다. - 중화인민공화국 베이징에서 중화인민공화국 리커창 총리와 일본의 아베 신조 총리가 회동하고 양국 관계 발전에 합의하였다. 양측은 이후 열린 중일평화우호조약 체결 40주년 행사에 함께 참석하였다. 법과 범죄 - 대법원 1부는 변호사법 위반 등 혐의로 기소된 최유정 변호사의 재상고심에서 징역 5년6개월에 추징금 43억1천250만원을 선고한 원심판결을 확정했다. - 2018년 미국의 우편 폭탄 테러 사건: 미국에서 버락 오바마 전 대통령과 빌 클린턴 전 대통령, 힐러리 클린턴 전 장관의 자택 앞으로 보내진 우편물에서 폭발물로 의심되는 장치가 발견되었다. 이후 CNN 지국이 있는 뉴욕 타임워너센터와 조 바이든 전 부통령 앞으로 온 소포 등에도 폭발물이 들어 있었던 것으로 확인되었다. 재해 - 대한민국 경상북도 경주시 남남서쪽 9km 지역에서 규모 2.3 지진이 발생하였다. |  |      |
| 2018년 10월 25일 (목요일) |  | 편집 |

| 2018년 10월 25일 (목요일) |  | 편집 |

| \| 2018년 10월 26일 (금요일) \| \| 편집 \| |  |      |
| 국제 관계 - 필리핀의 보라카이섬이 6개월 만에 개방되었다. 로드리고 두테르테 대통령은 지난 2018년 4월 섬의 심각한 오염과 관련하여 폐쇄 및 정화 작업을 명령했었다. 법과 범죄 - 백남기 유족의 명예를 훼손한 혐의를 받는 만화가 윤서인와 전 MBC 김세의 기자가 정보통신망법 위반(명예훼손) 혐의로 각각 벌금 700만원이 선고되었다. 스포츠 - 2018년 월드 시리즈: 보스턴 레드삭스와 로스앤젤레스 다저스의 첫 경기가 로스앤젤레스 다저스의 다저 스타디움에서 열렸다. |  |      |
| 2018년 10월 26일 (금요일) |  | 편집 |

| 2018년 10월 26일 (금요일) |  | 편집 |

| \| 2018년 10월 27일 (토요일) \| \| 편집 \| |  |      |
| 법과 범죄 - 2018년 미국의 우편 폭탄 테러 사건: 미국 폭발물 소포 용의자가 당국에 체포되었다. 사회 - 제1차 사법부 유죄추정 규탄 시위: 대한민국 서울특별시의 혜화역에서 사법부를 비판하기 위한 시위가 진행되었다. 스포츠 - 2018년 월드 시리즈: 보스턴 레드삭스와 로스앤젤레스 다저스의 두 번째 경기가 로스앤젤레스 다저스의 다저 스타디움에서 열렸다. |  |      |
| 2018년 10월 27일 (토요일) |  | 편집 |

| 2018년 10월 27일 (토요일) |  | 편집 |

| \| 2018년 10월 28일 (일요일) \| \| 편집 \| |  |      |
| 스포츠 - 2018년 월드 시리즈 - 5차전 경기에서 보스턴 레드삭스가 4승 1패로 로스앤젤레스 다저스꺾고, 우승하였다. 경기는 로스앤젤레스 다저스의 다저 스타디움에서 진행되었다. - 보스턴 레드삭스의 스티브 피어스가 최우수 선수(MVP)로 선정되었다. 정치와 선거 - 2018년 브라질 대통령 선거: 지난 10월 7일 치러진 1차 투표의 1위·2위 후보인 사회자유당(PSL) 자이르 보우소나루 후보와 노동자당(PT) 페르난두 아다지 후보에 대한 2차 결선 투표가 진행되었다. 자이르 보우소나루가 당선되었다. |  |      |
| 2018년 10월 28일 (일요일) |  | 편집 |

| 2018년 10월 28일 (일요일) |  | 편집 |

| \| 2018년 10월 29일 (월요일) \| \| 편집 \| |  |      |
| 사고 - 라이온 에어 610편 추락 사고: 인도네시아 자카르타에서 방카섬 팡칼피낭으로 향하던 인도네시아 여객기가 해상으로 추락했다. 사고 당시 해당 여객기에는 승객 181명, 조종사 2명, 승무원 5명 등 모두 188명이 전원 사망하였다. |  |      |
| 2018년 10월 29일 (월요일) |  | 편집 |

| 2018년 10월 29일 (월요일) |  | 편집 |

| \| 2018년 10월 30일 (화요일) \| \| 편집 \| |  |      |
| 문화와 예술 - 홍콩의 무협 소설 작가 김용이 94세를 일기로 숨졌다. 김용 저작의 무협 소설로는 《사조삼부곡》 삼부작인 《사조영웅전》, 《신조협려》, 《의천도룡기》 및 《소오강호》, 《녹정기》 등이 있다. |  |      |
| 2018년 10월 30일 (화요일) |  | 편집 |

| 2018년 10월 30일 (화요일) |  | 편집 |

| \| 2018년 10월 31일 (수요일) \| \| 편집 \| |  |      |
| 문화와 예술 - 세계에서 가장 큰 조각상 목록: 인도에서 세계 최대 크기의 동상인 통일의 조각상 제막식이 진행되었다. 제막식에는 나렌드라 모디 총리 등이 참석하였다. 공개된 동상 높이는 약 182m로 뉴욕에 위치한 자유의 여신상의 두 배 정도이고, 제작에는 5년 여의 공사 기간이 걸렸고 한화 약 4,900억원의 비용이 들었다. 동상의 모델은 인도의 초대 부총리를 지낸 사르다르 발라브바이 파텔(Vallabhbhai Patel)이다. 동상은 인도 서부 구자라트주의 사르다르 사로바르 댐 인근에 있다. |  |      |
| 2018년 10월 31일 (수요일) |  | 편집 |

| 2018년 10월 31일 (수요일) |  | 편집 |

| <          | 2018년 10월 | 2018년 10월 | 2018년 10월 | 2018년 10월 | 2018년 10월 | >          |
| 일         | 월          | 화          | 수          | 목          | 금          | 토         |
|            | 1 8.22 병인 | 2 23 정묘   | 3 24 무진   | 4 25 기사   | 5 26 경오   | 6 27 신미  |
| 7 28 임신  | 8 29 계유   | 9 9.1 갑술  | 10 2 을해   | 11 3 병자   | 12 4 정축   | 13 5 무인  |
| 14 6 기묘  | 15 7 경진   | 16 8 신사   | 17 9 임오   | 18 10 계미  | 19 11 갑신  | 20 12 을유 |
| 21 13 병술 | 22 14 정해  | 23 15 무자  | 24 16 기축  | 25 17 경인  | 26 18 신묘  | 27 19 임진 |
| 28 20 계사 | 29 21 갑오  | 30 22 을미  | 31 23 병신  |             |             |            |

| 부고, 선거 |
| \| 부고 - 2018년 - 9월 - 10월 - 11월 선거 - 7일: 브라질 대통령 선거 - 21일: 2018년 폴란드 지방선거 - 28일: 브라질 대통령 선거(결선) 편집하기 \| |
| - 2018년 - 9월 - 10월 - 11월 - 7일: 브라질 대통령 선거 - 21일: 2018년 폴란드 지방선거 - 28일: 브라질 대통령 선거(결선) 편집하기                 |

| - 2018년 - 9월 - 10월 - 11월 - 7일: 브라질 대통령 선거 - 21일: 2018년 폴란드 지방선거 - 28일: 브라질 대통령 선거(결선) 편집하기 |